# Liste der Pfarren im Dekanat Ottensheim
Das Dekanat Ottensheim ist ein Dekanat der römisch-katholischen Diözese Linz.

## Pfarren mit Kirchengebäuden und Kapellen
| Ort                       | Seelsorgeraum            | Ink.                   | Patrozinium                       | Kirchengebäude und Kapellen | Bild                       |
| Eidenberg                 | Ottensheim               | Wilhering (OCist)      | Göttlicher Heiland in der Wies    | Pfarrkirche Eidenberg | Pfarrkirche Eidenberg      |
| Feldkirchen an der Donau  | Feldkirchen an der Donau | Sankt Florian (CanReg) | Hl. Michael                       | Pfarrkirche Feldkirchen an der Donau Filialkirche Pesenbach, Schlosskapelle in Mühldorf, Kapelle des Pensionistenheimes B.Mühllacken | Pfarrkirche Feldkirchen    |
| Goldwörth                 | Feldkirchen an der Donau | Sankt Florian (CanReg) | Hl. Albanus                       | Pfarrkirche Goldwörth | Pfarrkirche Goldwörth      |
| Gramastetten              | Ottensheim               | Wilhering (OCist)      | Hl. Laurentius                    | Pfarrkirche Gramastetten Kalvarienbergkirche Gramastetten, Filialkirche Neußerling, Filialkirche Untergeng, Hauskapelle im Altenheim | Pfarrkirche Gramastetten   |
| Ottensheim                | Ottensheim               | Wilhering (OCist)      | Hl. Ägidius                       | Pfarrkirche Ottensheim | Pfarrkirche Ottensheim     |
| Puchenau                  | Urfahr                   | Wilhering (OCist)      | Hl. Andreas                       | Pfarrkirche Puchenau Friedhofkirche (alte Kirche)                                                                                    |                            |
| St. Gotthard im Mühlkreis | Feldkirchen an der Donau | Sankt Florian (CanReg) | Hl. Gotthard                      | Pfarrkirche St. Gotthard im Mühlkreis Schlosskapelle Eschlberg                                                                       | Pfarrkirche Sankt Gotthard |
| Walding                   | Feldkirchen an der Donau | Sankt Florian (CanReg) | Hl. Martin                        | Pfarrkirche Walding | Pfarrkirche Walding        |
| Wilhering                 | Leonding                 | Wilhering (OCist)      | Mariä Himmelfahrt und Schutzengel | Stiftskirche Wilhering | Stiftskirche Wilhering     |

## Dekanat Ottensheim
Das Dekanat wurde am 22. Oktober 2021 errichtet und umfasst 9 Pfarren.
Dechanten
- seit 2021 Reinhold Dessl[1]